# 最大需要電力
最大需要電力（さいだいじゅようでんりょく）とは、電力会社の電気料金算出に使われる電力値。デマンド値とも呼ばれる。

## 概説
発変電設備は需要家の使用する平均の電力の大きさによって決めることはできず、短時間に発生する大きな電力にも対応できるものでなければならない。
特に大口の需要家に対しては最大需要電力計と呼ばれる計器を設置して電力の取引が行われる。
最大需要電力計には積算形と熱形がある。
- 積算形

積算形の最大需要電力計は通常の電力計に最大需要表示器を取り付けた形式のものである。
- 熱形

熱形の最大需要電力計は熱線の発熱によってバイメタルを変形させることで指針が振れるようにした形式のものである。熱形はあまり使用されなくなっている。

## 地域別の特性

### 日本
電力会社は契約者の電気使用を計測するため、最大需要電力計（デマンド計）を設置し30分単位における平均使用電力（kW）を算出する。そして、1か月の中で最大の値がその月の最大需要電力（デマンド値）となる。
電気料金は基本料金と使用電力量金の合計になる。基本料金は契約電力×単価だが、契約種別や電力会社により単価は異なる。
高圧受電500kW未満の契約者の電力料金
その月と過去11か月の最大需要電力（デマンド値）の中で最も大きい値が契約電力となり、基本料金の計算に使用される。すなわち、1度でも高い最大需要電力（デマンド値）がでると、1年間その契約電力値が適用される。
高圧受電500kW以上の契約者の電力料金
電力会社との協議により契約電力が決められ、毎月の基本料金の算出に使用される。最大需要電力が契約電力を超えると、超過電力に基本料金率を乗じた金額を違約金として支払うことになる。また、超過した最大需要電力（デマンド値）をもとに、新たに契約電力変更の協議が行なわれる。

### 欧州
欧州の電気事業は1987年の単一欧州議定書の枠組みに入れられており、送電部門の分離や欧州全体での卸電力市場の創設などが進められてきた。従来は長期のアデカシー評価を自国の電源での供給能力と最大需要で評価してきたが、国際連系線からの供給能力を含めた評価への転換が議論されている。